# 22827 Arvernia
22827 Arvernia è un asteroide della fascia principale. Scoperto nel 1999, presenta un'orbita caratterizzata da un semiasse maggiore pari a 2,3225845 UA e da un'eccentricità di 0,1389832, inclinata di 6,71414° rispetto all'eclittica.